# エリック・ヨハンソン (1988年生のサッカー選手)
エリック・ヨハンソン（Erik Johansson、1988年12月30日  - ）は、スウェーデン・ハッランド県ファルケンベリ出身の元プロサッカー選手。元スウェーデン代表。現役時代のポジションは、ディフェンダー。

## クラブ経歴

### ファルケンベリFF
2008年、地元クラブのファルケンベリFFでキャリアをスタート。2009シーズンからレギュラーに抜擢され30試合中27試合に出場した。

### GAIS
2011年9月1日、GAISに移籍。2012年シーズン終了後、サポーター投票によるチームMVPに選ばれた。

### マルメFF
2013年1月1日、マルメFFに移籍。契約期間は4年。

### ヘント
2015年7月9日、ベルギーのKAAヘントに4年契約で移籍。7月31日のKRCヘンク戦で移籍後初出場。

### コペンハーゲン
2016年1月18日、FCコペンハーゲンに2020年までの契約で移籍。

### ユールゴーデン
2018年6月26日、ユールゴーデンIFに4年半の契約で移籍した。
2021年6月11日、現役引退を表明した。

## タイトル

### クラブ
マルメFF
- アルスヴェンスカン: 2013, 2014
- スヴェンスカ・スーペルクッペン: 2013, 2014

コペンハーゲン
- デンマーク・スーペルリーガ: 2015–16, 2016–17
- デンマーク・カップ: 2015–16, 2016–17

ユールゴーデン
- アルスヴェンスカン: 2019